# Steven R. McQueen
Steven R. McQueen, właśc. Steven Chadwick McQueen (ur. 13 lipca 1988 w Los Angeles) – amerykański aktor telewizyjny i filmowy pochodzenia szkockiego, angielskiego, niemieckiego, holenderskiego, filipińskiego i hiszpańskiego. Jest synem Stacey Toten i aktora / producenta Chada McQueena. Jego dziadkami są Neile Adams i Steve McQueen. Jego ojczymem jest hokeista, Luc Robitaille.

## Filmografia

### Filmy
- 2006: Club Soda (film krótkometrażowy) jako dzieciak
- 2008: American Breakdown (film krótkometrażowy) jako dzieciak
- 2008: Tajmiaki (Minutemen) jako Derek Beaugard
- 2010: Pirania 3D jako Jake Forester

### Seriale TV
- 2005: Threshold jako Jordan Peters
- 2005–2006: Everwood jako Kyle Hunter
- 2008: Wzór jako Craig Ezra
- 2008: CSI: Kryminalne zagadki Miami jako Keith Walsh
- 2008: Bez śladu jako Will Duncan
- 2009–2015: Pamiętniki wampirów jako Jeremy Gilbert
- 2015–2016: Chicago Fire jako Jimmy Borrelli
- 2016: Chicago PD jako Jimmy Borrelli
- 2018: Wampiry: Dziedzictwo jako Jeremy Gilbert